# 클라린
클라린(Clarín)은 아르헨티나의 그루포 클라린 미디어 그룹이 발행하는 신문이다. 로베르토 노블레(Roberto Noble)가 1945년 창간했다. 클라린은 정치적으로 중도를 표방하지만, 키르치네르 정부에 반대하는 것으로 알려져있다. 클라린의 편집장은 1969년 이래로 에르네스티나 에레라 데 노블레(Ernestina Herrera de Noble)가 맡고 있다.
본사는 부에노스아이레스에 있으며, 아르헨티나 전역에 약 330,000 부를 인쇄해 배포한다. 클라린의 인터넷 사이트는 방문자가 매우 높은 편이다.